# Marian-Nicolae Dodita
Marian-Nicolae Dodita (10 de noviembre de 1973) es un deportista rumano que compitió en halterofilia. Ganó una medalla de bronce en el Campeonato Europeo de Halterofilia de 1997, en la categoría de 64 kg.

## Palmarés internacional
| Campeonato Europeo | Campeonato Europeo | Campeonato Europeo | Campeonato Europeo |
| Año                | Lugar              | Medalla            | Categoría          |
| ------------------ | ------------------ | ------------------ | ------------------ |
| 1997               | Rijeka (Croacia)   | Medalla de bronce  | 64 kg              |